# MoM-z14
MoM-z14 — галактика в созвездии Секстанта, открытая в 2025 году с помощью NIRcam в рамках программы космического телескопа «Джеймс Уэбб». Её красное смещение составляет 14,44, что делает её самой удалённой галактикой из когда-либо обнаруженных. MoM-z14 образовалась в эпоху реионизации Вселенной, когда нейтральный водород начал ионизироваться из-за излучаемой энергии древнейших небесных тел.
MoM-z14 — необычайно яркая и компактная галактика. Её масса составляет 108 солнечных масс, что делает её похожей по массе на Малое Магелланово Облако. MoM-z14 переживает период активного звездообразования, что даёт множество ионизирующих фотонов, которые проходят через практически свободную от пыли межзвёздную среду. Окрестности галактики частично ионизированы.

## Открытие
MoM-z14 была открыта 16 мая 2025 года Роханом Найду с помощью космического телескопа «Джеймс Уэбб» (JWST). До появления JWST не существовало телескопов с достаточно большими зеркалами, чтобы обнаружить свет, исходящий от этих далёких галактик. Телескоп «Спитцер» был инфракрасным телескопом, но был недостаточно большим, чтобы найти MoM-z14. Благодаря размерам космического телескопа «Джеймс Уэбб» и его основной миссии по изучению скопления галактик, MoM-z14 удалось обнаружить.